# Eadburh de Minster-in-Thanet
Pour les articles homonymes, voir Eadburh.
Eadburh, Edburga ou Bugga est une religieuse anglo-saxonne morte en 751. Elle est la troisième abbesse connue du monastère de Minster-in-Thanet, dans le royaume du Kent.

## Biographie
Eadburh appartient vraisemblablement à la maison royale du royaume du Kent. Après la mort de Mildrith, survenue au plus tôt en 733, elle lui succède à la tête du monastère de Minster-in-Thanet et contribue à ce que Mildrith soit révérée comme une sainte. Elle fonde une église à Thanet où elle fait transférer ses reliques. Cette église est mentionnée dans une charte du roi Æthelbald de Mercie datée de 748.
D'après le chroniqueur du XVe siècle Thomas Elmham, Eadburh est morte en 751. Elle fait l'objet d'un culte, mais centré sur l'abbaye de Lyminge plutôt que sur celle de Minster-in-Thanet. Elle est fêtée le 13 décembre, jour anniversaire de sa mort. Ses reliques, d'abord conservées à Lyminge, sont transférées au prieuré Saint-Grégoire de Cantorbéry (en) par l'archevêque Lanfranc en 1085.
Eadburh est parfois identifiée à une autre Bugga, fille du roi Centwine de Wessex, mais cette identification ne repose sur rien de tangible.